# 鄭宗哲
鄭 宗哲（チェン・ツェンチー、2001年7月26日 - ）は、台湾の屏東県出身のプロ野球選手（内野手）。右投左打。MLBのピッツバーグ・パイレーツ所属。

## 経歴
2019年7月にピッツバーグ・パイレーツと契約してプロ入り。
2021年、傘下のルーキー級フロリダ・コンプレックスリーグ・パイレーツでプロデビュー。38試合に出場して打率.311、4本塁打、31打点、36盗塁を記録した。
2022年はA級ブレイデントン・マローダーズでプレーし、104試合に出場して打率.270、6本塁打、52打点、33盗塁を記録した。
2023年はシーズン前、第5回WBCのチャイニーズタイペイ代表に選出された。シーズンではA+級グリーンズボロ・グラスホッパーズとAA級アルトゥーナ・カーブでプレーし、2チーム合計で123試合に出場して打率.278、13本塁打、56打点、26盗塁を記録した。オフの11月14日にルール・ファイブ・ドラフトでの流出を防ぐために40人枠入りした。
2025年4月7日にメジャー昇格、同月9日のセントルイス・カージナルス戦で9番・遊撃手で先発出場してMLB初出場。

## プレースタイル
走塁と守備に長けており、打撃では中軸へと繋ぐ役割であるテーブルセッターとして期待されている。不足がちと言われていたパワー面も年々成長中であり、外野の間へとラインドライブの打球を飛ばすギャップヒッターとしての一面をのぞかせるようにもなっている。

## 詳細情報

### 背番号
- 71（2025年 - ）

### 代表歴
- 2023 ワールド・ベースボール・クラシック・チャイニーズタイペイ代表